# Heptagenia perflava
Heptagenia perflava is een haft uit de familie Heptageniidae. De wetenschappelijke naam van de soort is voor het eerst geldig gepubliceerd in 1930 door Brodsky.
De soort komt voor in het Oriëntaals gebied.